# Модель Двалі–Габададзе–Порраті
Модель Двалі–Габададзе–Порраті (DGP) — це модель гравітації, запропонована Георгієм Двалі, Григорієм Габададзе та Massimo Porrati в 2000 році.  Модель популярна серед деяких model builders, але не впроваджується в теорії струн.

## Огляд
Модель DGP припускає існування 4+1-вимірного простору - простору Мінковського, в який вкладено звичайний 3+1-вимірний простір Мінковського. У моделі використовується дія, що складається з двох термів: перший — це звичайна дія, яка охоплює лише чотиривимірний простір-час. Другий терм — це узагальнення дії Ейнштейна–Гільберта на всі п’ять вимірів. На малих відстанях домінує чотиривимірна складова, а на великих — п’ятивимірна.
Модель була запропонована, зокрема, для пояснення прискорення розширення Всесвіту Темна енергія без необхідності введення малої, але ненульової густини енергії вакууму. Однак критики стверджують, що ця гілка теорії є нестабільною. Попри це, теорія залишається цікавою завдяки твердженню Двалі про те, що незвичайна структура пропагатора гравітону робить непертурбативні ефекти важливими навіть у, здавалося б, лінійному режимі — наприклад, у межах Сонячної система. Оскільки не існує чотиривимірної лінеаризованої effective theory, яка могла б відтворити модель DGP для слабкого гравітаційного поля, ця теорія уникає розриву vDVZ discontinuity, що зазвичай ускладнює побудову теорії масивної гравітації.
У 2008 році Фан та інші стверджували, що новітні космологічні спостереження (зокрема вимірювання баріонних акустичних осциляцій за даними Sloan Digital Sky Survey, а також спостереження реліктового випромінювання й наднових типу Ia) перебувають у прямому конфлікті з космологією DGP, якщо не додати космологічну сталу або іншу форму темної енергії. Втім, це нівелює головну перевагу моделі DGP — здатність пояснювати прискорене розширення Всесвіту без потреби в темній енергії.

## Дивіться також
- Теорія Калуци — Клейна
- Randall–Sundrum model[en]
- Large extra dimensions[en]